# Kurbetrieb in Bad Leonfelden

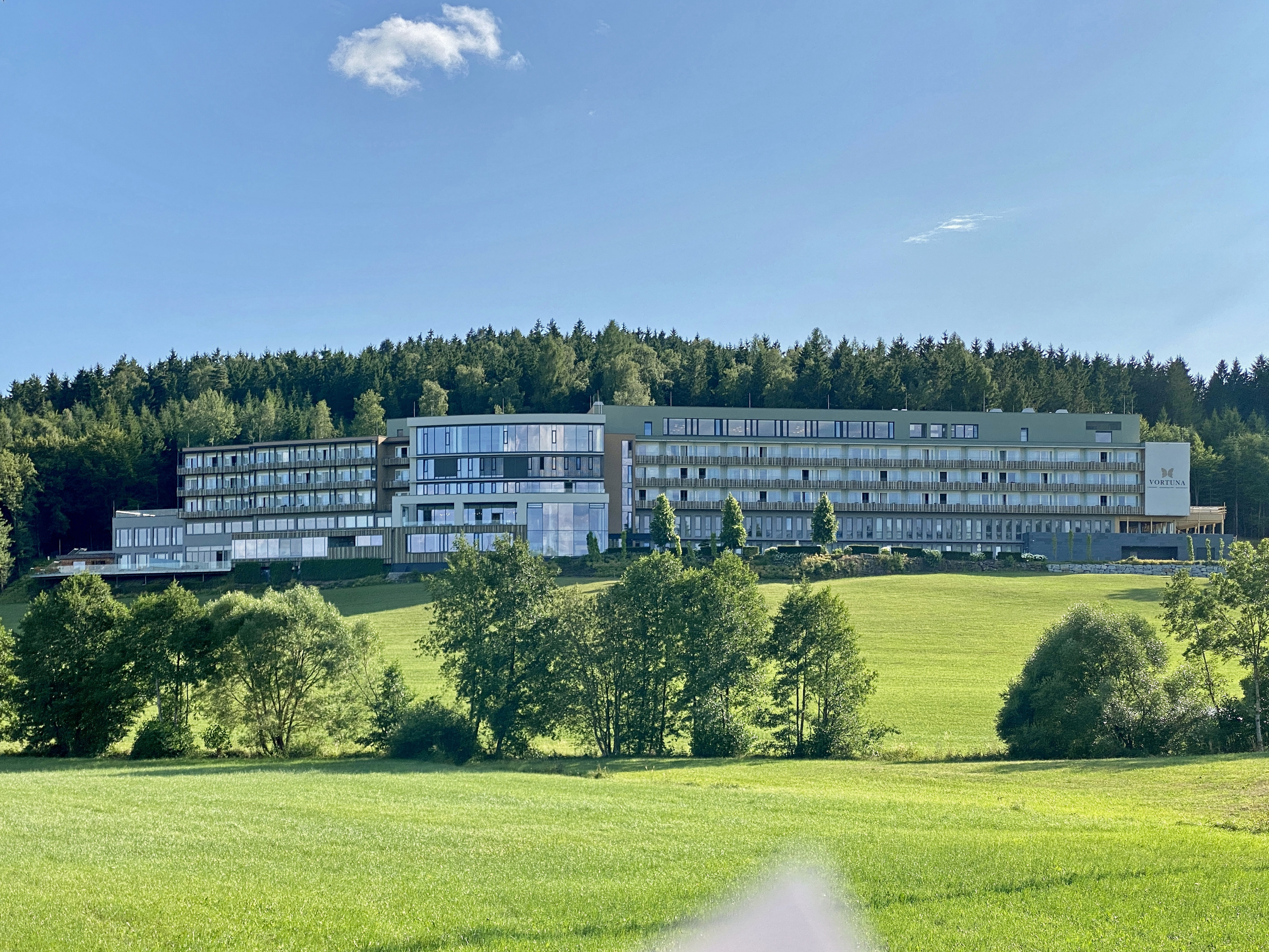
Vortuna-Gesundheitsresort in Bad Leonfelden

Der Kurbetrieb in Bad Leonfelden im Mühlviertel in Oberösterreich blickt auf eine lange Tradition zurück, deren Wurzeln in heilsamen Moorwasser-Behandlungen im 17. Jahrhundert liegen.

## Geschichte

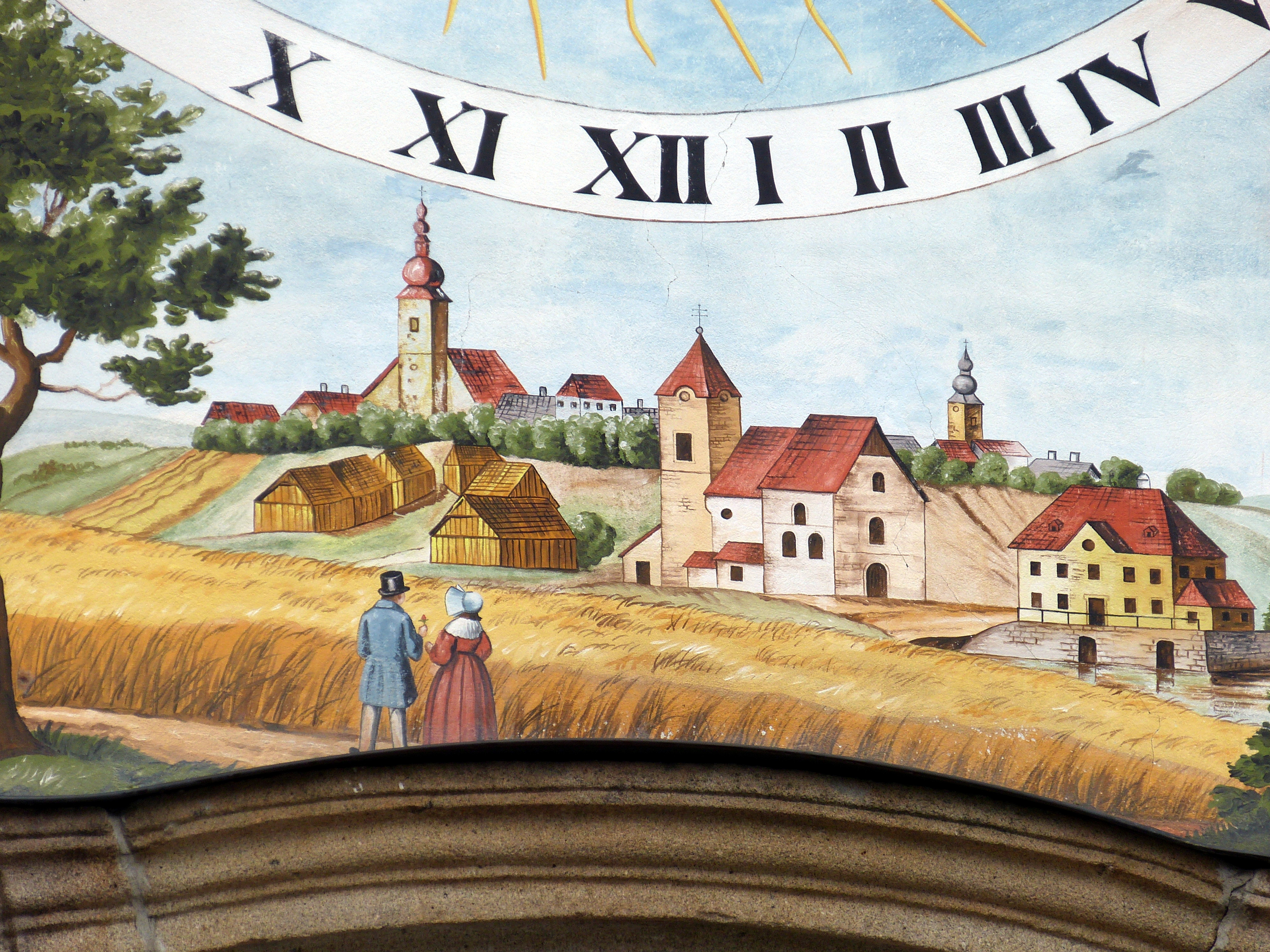
Die drei Kirchen von Leonfelden, rechts das Badhaus (19. Jhdt.)

### Badhaus
Die Bründlquelle, über der heute die Wallfahrtskirche Maria Schutz am Bründl in Bad Leonfelden steht, galt als so heilkräftig, dass bereits im Jahr 1662 eine hölzerne Badehütte aufgestellt wurde, die 1709 durch ein gemauertes Badhaus ersetzt wurde. Im Grundbuch und anderen Dokumenten ist ab etwa 1800 vom Badhaus nächst der Bründlkirche zu lesen. Im Jahr 1833 erwarb der Tischlermeister Ignaz Scheucher das alte Badhaus, errichtete ein neues Badhaus, das weitgehend dem heutigen Gebäude Bründlwagner entspricht, und betrieb darin auch eine Gastwirtschaft. Im Jahr 1878 erwarb der Blaufärber Karl Wagner aus Hohenfurt das Badhaus.

### Franzensbad
Franz Kastner, der Leiter des Badebetriebes im Bründlwagner, durfte mit Bewilligung der zuständigen Bezirkshauptmannschaft Freistadt ab 18. April 1881 die Bezeichnung „Franzensbad bei Leonfelden“ führen. Die Bezeichnung „Franzensbad“ spielte sowohl auf den Vornamen des Betreibers als auch auf den berühmten böhmischen Kurort Franzensbad an.
Ab dem 1. Mai 1886 beteiligten sich der Gebäudebesitzer Karl Wagner und dessen Ehefrau am Badebetrieb des Ehepaares Kastner. Im Erdgeschoß befanden sich die vier Badekabinen und die Gaststube, im Obergeschoß sechs Gästezimmer, die von Mai bis September genutzt wurden. Der Badebetrieb wurde zu Beginn des Ersten Weltkrieges im Jahr 1914 eingestellt, war jedoch der Vorläufer für den späteren Kurbetrieb in Bad Leonfelden.

### Kurhaus
Fünf Leonfeldner Jugendfreunde, die späteren Gesellschafter des Heilbades Leonfelden, beschlossen im Sommer 1960, das mit dem Ersten Weltkrieg geschlossene
Moorbad Leonfelden wieder aufleben zu lassen. Am 28. August 1961 wurde mit Bescheid der Oberösterreichischen Landesregierung (SanRL-44/14-1961) die Bewilligung zur Errichtung einer Moor- und Kaltwasser-Kuranstalt erteilt. Das Kurhaus Bad Leonfelden wurde am 15. Juli 1962 eröffnet. 1969/1970 wurde ein neuer Bettentrakt für 62 Personen nach Plänen des Architekten Artur Perotti errichtet. 1978 wurde der nächste Erweiterungsbau in Betrieb genommen. 2017/18 wurde das Kurhotel mit einem großzügig verglasten Verbindungsbau versehen und zum Vortuna-Reha- und Kurhotel umgebaut.

### Kurort
Am 24. Juli 1961 beschloss die oberösterreichische Landesregierung, Leonfelden zum „Heilbad-Kurort“ zu erklären. Der nunmehr „Bad Leonfelden“ genannte Ort war damit der siebente Heilbad-Kurort Oberösterreichs.

## Objekte
Bad Leonfelden ist das Rehabilitations- und Kurzentrum des Mühlviertels, das zusätzlich über einige Wellness-Anbieter verfügt:
- Vortuna-Gesundheitsresort[4]
- Spa Hotel Bründl,[5] Kurgäste sind unter anderem die Versicherten der OÖ. Lehrer-Kranken- und Unfallfürsorge (LKUF).
- Falkensteiner Genuss & Wohlfühlhotel Mühlviertel[6]
- Hotel Brunnwald[7]
- Sternsteinhof[8]

Das historische Badhaus Bründlwagner  wird heute jedoch ausschließlich als Blaudruckerei genutzt.